# Oz (telessérie)
Oz é uma série de televisão norte-americana criada por Tom Fontana, produzida pela HBO entre 1997 e 2003, dividida em 6 temporadas com 8 episódios cada (com exceção da quarta, que é a mais longa e contém 16 episódios), com duração de aproximadamente uma hora cada. No Brasil, foi exibida pelo SBT no início dos anos 2000.
A série tem como proposta mostrar o cotidiano da prisão de segurança máxima Oswald, também conhecida como “Oz”, incluindo todas as suas subdivisões como o corredor da morte, Emerald City, Unidade B, entre outras. A série tem como principal marca o realismo presente em suas cenas, incluindo temas como sexo, violência e consumo de drogas. A série também contou com cenas de nu frontal masculino, dentre eles dos atores Kirk Acevedo e Christopher Meloni.

## Sinopse
O seriado se passa dentro da prisão de segurança máxima Oswald dirigida por Leo Glynn, e suas respectivas unidades, tais como: unidade B (prisão geral), unidade J (unidade dos policias), GenPop (população geral), solitária, entre outras.
O enredo principal gira em torno de Emerald City, uma unidade experimental idealizada e projetada pelo seu diretor Tim MacManus, que não mede esforços para melhorar a vida dos prisioneiros, em alguns casos indo até mesmo contra o diretor da prisão Leo Glynn, acreditando que todos os presos têm recuperação. Em Emerald City, os presos têm mais liberdade do que em outras unidades de Oz, porém essa liberdade tem regras, é proibido sexo, drogas, brigas e algazarra. Tudo é controlado, desde a hora em que as celas são abertas, às 7 horas da manhã até a hora em que os presos são trancados novamente, às 17 horas. Em Emerald City também é obrigatório praticar atividades físicas e trabalhar nos mais variados tipos de serviços, como na manutenção da limpeza, na cozinha fazendo e distribuindo as refeições, na separação e distribuição de correspondências, na enfermaria auxiliando os enfermeiros na higiene dos pacientes, na fábrica de uniformes, entre outras atividades.
Muitos dos criminosos mais perigosos do país são enviados para Oz, gangues e grupos são formados, o que faz com que cada unidade seja um barril de pólvora, com diferenças étnicas e religiosas entre os prisioneiros, que geram constantes conflitos resultando em brigas e mortes.

## Estrutura

### Narração
Todo episódio de Oz é narrado pelo prisioneiro Augustus Hill (com exceção da última temporada, onde em alguns episódios outros presos são responsáveis pela narração). Porém, essa narração não é diretamente ligada aos fatos que ocorrem dentro da prisão.
Na maioria das vezes, o narrador usa exemplos de assuntos totalmente diferentes aos temas abordados na série, ou seja, à primeira vista essas narrações podem parecer confusas e sem lógica, entretanto as mensagens passadas se encaixam perfeitamente com o que acontece dentro dos muros de Oz.

### Gangues
Ao chegar em Oz, um “padrinho” é nomeado para cada detento, para ajudar os novatos a se acostumarem com as regras e a vida na prisão. Geralmente, os novos detentos têm as mesmas crenças que o padrinho escolhido, ou seja, são da mesma gangue.
- Latinos: Durante a série teve como principal líder Enrique Morales que assumiu a liderança dos latinos assim que chegou a Oz. Outros latinos também foram líderes, como por exemplo: Miguel Alvarez e Raoul Hernandez, mais conhecido como El Cid. Trabalharam em conjunto com os italianos e com os negros no tráfico de drogas de Emerald City, mais tarde passaram a ser uma espécie de aliados dos italianos contra os negros comandados por Adebisi.
- Italianos: Seu principal líder foi Chucky Pancamo. Outros italianos passaram pela liderança em Oz como: Nino Schibetta (morto por Adebisi e O'Reily), Peter Schibetta e Antonio Nappa. Os italianos eram muito unidos e representavam a máfia da série, trabalhavam no tráfico de drogas em conjunto com outras gangues, não tinham reais inimigos, porém se envolviam em confusão para proteger seus negócios (tráfico de drogas).
- Arianos: Foi a única gangue que teve apenas um líder em toda a série, Vern Schillinger, seu braço direito era James Robson. Os arianos tentam conseguir respeito e poder através da violência, fazendo com que sejam uma das gangues mais violentas de Oz.
- Negros: Simon Adebisi foi o líder mais temido e importante dos negros. Outros negros também chegaram a ser líderes em Oz, foram eles: Jefferson Keane (convertido ao Islã por Said antes de morrer), Kenny Wangler, o Poeta e por fim Burr Redding. Estavam envolvidos no tráfico de drogas, sendo também uma gangue violenta e muito temida pelo resto da prisão.
- Muçulmanos: O principal líder foi Kareem Said, Zahir Arif e Hamid Khan também chegaram a liderar. É um dos grupos mais neutros de Oz, passavam a maior parte do tempo rezando, convertendo novos seguidores para o islã e abominando atos que sua religião não permitia, como violência, homossexualidade e injustiças em geral.
- Os outros: É o grupo mais diversificado de Oz, por possuir membros com crenças e ideologias diferentes, cada membro era seu próprio líder e possuía seus próprios aliados e inimigos pessoais. Seus principais representantes eram: Tobias Beecher, Augustus Hill, Ryan O’Reilly, Cyril O’Reilly, Bob Rebadow, Agamenon Busmalis e mais tarde Chris Keller, que entrou em Oz como aliado de Schillinger porém sem seguir a ideologia ariana.

### Staff
- Diretor da prisão: Cabe a Leo Glynn a difícil tarefa de manter a prisão sob controle, contando com o apoio (ou pressão) do governador James Devlin. Por ser responsável por tomar importantes decisões todos os dias, Leo é radical e inflexível, fazendo com que muitos o contestem em algumas de suas atitudes.
- Diretor da Emerald City: Apesar de em alguns casos discordar de Leo Glynn, Tim MacManus conta com seu apoio para administrar a unidade que ele mesmo projetou. MacManus têm como foco melhorar a vida dos prisioneiros, acreditando que através de todo um longo processo de recuperação, é possível tornar assassinos condenados em cidadãos decentes.
- Corrections Officers: Agentes que andam armados apenas com cacetete e possuem a função de manter os presos na linha, obrigando-os a seguirem as regras, evitando possíveis conflitos entre os detentos.
- S.O.R.T: É um batalhão especial fortemente armado, composto de agentes preparados para atuar em situações extremas, são requisitados quando a situação foge do controle dos Corrections Officers.
- Acompanhamento psicológico: É responsabilidade da Irmã Peter Marie, que procura resolver os problemas psicológicos dos detentos orientando-os com consultas e programas para afastamento das drogas.
- Acompanhamento religioso: Padre Ray Mukada é o responsável por inserir a religião num ambiente hostil, sendo responsável por missas, funerais e absolver os prisioneiros em suas confissões, em alguns casos trabalhando em conjunto com Peter Marie.
- Enfermaria: A doutora Gloria Nathan é a chefe da ala hospitalar de Oz, trabalha com dedicação e compaixão, sendo muito gentil, e isso faz com que em alguns casos ela questione sua própria profissão e a escolha de trabalhar num ambiente tão hostil.

## Elenco

Elenco de Oz.

### Personagens principais
| Ator                     | Personagem                | Temporadas | Temporadas | Temporadas | Temporadas | Temporadas | Temporadas |
| Ator                     | Personagem                | 1          | 2          | 3          | 4          | 5          | 6          |
| ------------------------ | ------------------------- | ---------- | ---------- | ---------- | ---------- | ---------- | ---------- |
| Harold Perrineau Jr.     | Augustus Hill             | Principal  | Principal  | Principal  | Principal  | Principal  | Principal  |
| Lee Tergesen             | Tobias Beecher            | Principal  | Principal  | Principal  | Principal  | Principal  | Principal  |
| Dean Winters             | Ryan O'Reily              | Principal  | Principal  | Principal  | Principal  | Principal  | Principal  |
| Eamonn Walker            | Kareem Saïd               | Principal  | Principal  | Principal  | Principal  | Principal  | Principal  |
| Ernie Hudson             | Leo Glynn                 | Principal  | Principal  | Principal  | Principal  | Principal  | Principal  |
| Terry Kinney             | Tim McManus               | Principal  | Principal  | Principal  | Principal  | Principal  | Principal  |
| Rita Moreno              | Irmã Peter Marie Reimondo | Recorrente | Principal  | Principal  | Principal  | Principal  | Principal  |
| Kirk Acevedo             | Miguel Alvarez            | Recorrente | Principal  | Principal  | Principal  | Principal  | Principal  |
| J.K. Simmons             | Vernon Schillinger        | Recorrente | Principal  | Principal  | Principal  | Principal  | Principal  |
| Adewale Akinnuoye-Agbaje | Simon Adebisi             | Recorrente | Recorrente | Principal  | Principal  |            |            |
| Christopher Meloni       | Chris Keller              |            | Convidado  | Principal  | Principal  | Principal  | Principal  |

### Personagens secundários
| Ator                  | Personagem               | Temporadas | Temporadas | Temporadas | Temporadas | Temporadas | Temporadas            |            |
| Ator                  | Personagem               | 1          | 2          | 3          | 4          | 5          | 6                     |            |
| --------------------- | ------------------------ | ---------- | ---------- | ---------- | ---------- | ---------- | --------------------- | ---------- |
| B.D. Wong             | Padre Ray Mukada         | Recorrente | Recorrente | Recorrente | Recorrente | Recorrente | Recorrente            |            |
| muMs da Schemer       | Arnold "Poeta" Jackson   | Recorrente | Recorrente | Recorrente | Recorrente | Recorrente | Recorrente            |            |
| Željko Ivanek         | Governador James Devlin  | Recorrente | Recorrente | Recorrente | Recorrente | Recorrente | Recorrente            |            |
| Lauren Vélez          | Gloria Nathan            | Convidado  | Recorrente | Recorrente | Recorrente | Recorrente | Recorrente            | Recorrente |
| George Morfogen       | Bob Rebadow              | Convidado  | Recorrente | Recorrente | Recorrente | Recorrente | Recorrente            | Recorrente |
| J. D. Williams        | Kenny Wangler            | Recorrente | Recorrente | Recorrente | Recorrente |            |                       |            |
| Edie Falco            | Diane Whittlesey         | Recorrente | Recorrente | Recorrente |            |            |                       |            |
| Sean Whitesell        | Donald Groves            | Recorrente |            |            |            |            |                       |            |
| Leon Robinson         | Jefferson Keane          | Recorrente |            |            |            |            | Participação especial |            |
| Jon Seda              | Dino Ortolani            | Recorrente |            |            |            |            | Participação especial |            |
| Tony Musante          | Nino Schibetta           | Recorrente |            |            |            |            |                       |            |
| Rick Fox              | Jackson Vahue            | Convidado  | Convidado  |            | Recorrente |            | Recorrente            |            |
| Scott William Winters | Cyril O'Reily            |            | Convidado  | Recorrente | Recorrente | Recorrente | Recorrente            |            |
| Kathryn Erbe          | Shirley Bellinger        |            | Recorrente | Recorrente | Recorrente |            | Participação especial |            |
| Austin Pendleton      | William Giles            |            | Convidado  | Recorrente | Recorrente | Recorrente |                       |            |
| Malé B. Alexander     | Junior Pierce            |            | Recorrente | Recorrente | Recorrente |            |                       |            |
| Luis Guzmán           | Raoul "El Cid" Hernandez |            | Convidado  | Recorrente | Recorrente |            |                       |            |
| Mark Margolis         | Antonio Nappa            |            | Convidado  | Recorrente |            |            |                       |            |
| LL Cool J             | Jiggy Walker             |            | Recorrente |            |            |            |                       |            |
| Robert Clohessy       | Sean Murphy              |            |            | Recorrente | Recorrente | Recorrente | Recorrente            |            |
| Kevin Conway          | Seamus O'Reily           |            |            | Convidado  | Recorrente | Recorrente | Recorrente            |            |
| Olek Krupa            | Yuri Kosygin             |            |            | Recorrente |            |            |                       |            |
| Betty Buckley         | Suzanne Fitzgerald       |            |            |            | Recorrente | Recorrente | Recorrente            |            |
| Robert John Burke     | Pierce Taylor            |            |            |            | Recorrente | Recorrente | Recorrente            |            |
| Anthony Chisholm      | Burr Redding             |            |            |            | Recorrente | Recorrente | Recorrente            |            |
| Reg E. Cathey         | Martin Querns            |            |            |            | Recorrente |            | Recorrente            |            |
| Simon Jones           | Judge Mason Kessler      |            |            |            | Recorrente |            | Recorrente            |            |
| John Doman            | Edward Galson            |            |            |            | Recorrente |            |                       |            |
| Lance Reddick         | Johnny Basil             |            |            |            | Recorrente |            |                       |            |
| Dana Ivey             | Patricia Nathan          |            |            |            | Recorrente |            |                       |            |
| David Johansen        | Eli Zabitz               |            |            |            | Recorrente |            |                       |            |
| Erik King             | Moses Deyell             |            |            |            | Recorrente |            |                       |            |
| Domenick Lombardozzi  | Ralph Galino             |            |            |            | Recorrente |            |                       |            |
| Gavin MacLeod         | Cardeal Frances Abgott   |            |            |            | Recorrente |            |                       |            |
| John McMartin         | Lars Nathan              |            |            |            | Recorrente |            |                       |            |
| Brian F. O'Byrne      | Padraig Connolly         |            |            |            | Recorrente |            |                       |            |
| Luke Perry            | Jeremiah Cloutier        |            |            |            | Recorrente | Recorrente |                       |            |
| Michael Wright        | Omar White               |            |            |            | Recorrente | Recorrente | Recorrente            |            |
| David Zayas           | Enrique Morales          |            |            |            | Recorrente | Recorrente | Recorrente            |            |
| Aasif Mandvi          | Dr. Tariq Faraj          |            |            |            |            | Recorrente |                       |            |
| Joyce Van Patten      | Sarah Rebadow            |            |            |            |            | Recorrente |                       |            |
| Mary Alice            | Eugenia                  |            |            |            |            | Recorrente |                       |            |
| Bobby Cannavale       | Alonzo Torquemada        |            |            |            |            |            | Recorrente            |            |
| Joel Grey             | Lemuel Idzik             |            |            |            |            |            | Recorrente            |            |
| Mason Adams           | Mr. Hoyt                 |            |            |            |            |            | Recorrente            |            |
| Tom Atkins            | Mayor Wilson Loewen      |            |            |            |            |            | Recorrente            |            |
| Kristin Rohde         | Claire Howell            |            |            |            |            |            |                       |            |
| Chuck Zito            | Chucky Pancamo           | Recorrente | Recorrente | Recorrente | Recorrente | Recorrente | Recorrente            |            |

## Recepção da crítica
Em sua primeira temporada, Oz teve recepção geralmente favorável por parte da crítica especializada. Com base de 17 avaliações profissionais, alcançou uma pontuação de 70% no Metacritic. Por votos dos usuários do site, atinge uma nota de 9.1, usada para avaliar a recepção do público.